# Прилук (Холмогорский район)
Прилук — деревня в Холмогорском районе Архангельской области.

## География
Находится в центральной части Архангельской области на расстоянии приблизительно 13 км на запад-северо-запад от села Емецк на левом берегу реки Ваймуга.

## История
В 1939 году была отмечена как деревня Котовского сельсовета Емецкого района. До 2022 года входила в Емецкое сельское поселение до его упразднения.

## Население
Численность населения не была учтена как в 2002 году, так и в 2010.